# 干城里 (臺中市)
干城里為臺灣臺中市東區下轄之一里，位於臺中車站東北方一帶區域。現今在黎明新村有條道路即命名為「干城街」，街名即是取自於此。
南京路第四市場為東區最早發展的聚落及最早開發的街道，人口稠密；位於南京路上的石頭灘干城福德祠則為本里的共同信仰中心。近年來因建國市場設立在附近、並漸漸形成貨物集散中心，加上干城重劃區設置，成為臺灣中部地區蔬果、魚肉、五金等貨物重要的集散市場。里民多依建國市場維生，每年農曆七月十五日中元普渡及三月廿三媽祖生時，其市場四周民眾皆舉行大型祭祀活動，為該里每年重要的慶典。

## 歷史
「干城」地名之最早的由來乃因此地有旱溪流經。石頭累累成堆，稱「石頭灘仔」。臺灣總督府將土地規劃為軍事用地，成為日本陸軍的營區，設有陸軍分屯大隊、憲兵隊、臺北衛戍病院臺中分院，因其部隊稱為「干城部隊」，因而命名為「干城」。
國民政府來臺後改設為中華民國陸軍「干城營區」。1972年（民國61年），臺灣省政府計劃將原本設在臺北市的所屬機構南遷至臺中市及中興新村等地，其中包括臺灣省政府水利局、臺灣省政府民政廳地政局、臺灣省工礦檢查委員會、臺灣省文獻委員會、臺灣省合作事業管理處、臺灣省土地資源開發委員會、生產基金會、臺灣省政府訴願委員會、臺灣省度量衡檢定所等暫時搬遷至干城營區，省府並以新臺幣四億餘元擇地興建新的辦公廳及宿舍，而干城營區宿舍則分別配給這些單位的單身員工暫時居住；同年，台中建國市場落成啟用。
1972年3月至1981年6月，臺灣省政府於干城成立「臺灣省政府干城辦公區」。臺灣省政府所屬搬遷臺中市各單位的員工眷舍，全部建在臺中市南屯區惠來厝段黎明路西側，即黎明國中附近、面積共17公頃餘的土地上，成為一個新的社區，此即「黎明新村」；黎明新村1975年完工落成後，社區內主要道路即命名為「干城街」。臺灣省政府干城辦公區在各機關遷往黎明社區後，重新加以整建、公開出售；1973年臺中市政府即開始朝向辦理重劃，1987年才推出臺中市第六期市地重劃區(干城)。
1977年（民國66年），行政院核定「高速公路營運方案」，由臺灣省政府投資新臺幣13億元購買長途客車、興建三處客運總站，於南北高速公路全線通車後開始營運。1977年7月11日，臺灣省政府首長會談決定，將臺灣省公路局原有客運業務全部劃分出來成立臺灣汽車客運公司，總公司與臺中市總站設在干城營區空地；干城成為臺中市重要的交通轉運中心。2001年7月台汽民營化為國光客運後總公司移往臺北市，之後干城站曾一度轉租給其他民營客運業者使用，但最後還是喪失轉運功能、轉為國光客運干城停車場。
干城區域大約有八成土地屬於公有地，多為商業用地，惟因土地多屬省級（凍省後權責不甚清楚，或屬中央部會、或屬省府），台中市政府多無法處理。至1990年代干城重劃區始終無開發，1998年干城第一廣場完工即因產權糾紛而廢棄至今，2000年代國防部福利總處台中福利站新大樓「干城福利廣場」啟用後就沒有其他的開發案，一直到2017年秀泰生活台中站前店開幕後才使建商投入重劃區開發。台中市市長林佳龍任內曾通過台中大車站計畫，惟後繼者尚未能接手執行。此區未來規劃作為台中捷運藍線與橘線台中站點之用。
干城區域連接台中一中商圈、台中火車站站區、三井商圈之間，未來前景可期。自2010年起，本區域已新建住宅大樓包括:東京市澀谷社區、東京市銀座社區、星境界、安美學等。台中糖廠生態園區旁之日商三井LaLaPort購物中心於2022年下半年落成啟用。另在雙十路﹑富榮街、自由二街、福仁街所形成的街區興建青年社會住宅，此區人口增加。

## 地理
日治時期設臺中州時，現今臺中市東區文化里、干城里、成功里、練武里等里為「干城町」，干城橋通是今天的成功路，為當時臺中市區的臺灣人生活區域，橋下就是綠川 。
今日的干城，其範圍包括東區南京路、進德路、雙十路、練武路等地，毗鄰建國市場及商業中心區，面積約17公頃，原計劃為住宅區，後來變更為商業區。干城里的範圍則除了原本干城里之外，還由文化里、成功里併入至本里而成。

## 人口
|                                                                                        | 1月                                                          | 2月   | 3月   | 4月   | 5月   | 6月   | 7月   | 8月   | 9月   | 10月  | 11月  | 12月  | 年度增減 |
| -------------------------------------------------------------------------------------- | ------------------------------------------------------------ | ----- | ----- | ----- | ----- | ----- | ----- | ----- | ----- | ----- | ----- | ----- | -------- |
| 人口                                                                                   | 2,144                                                        | 2,144 | 2,123 | 2,119 | 2,119 | 2,125 | 2,136 | 2,158 | 2,188 | 2,201 | 2,206 | 2,222 | +79      |
| 消長                                                                                   | +1                                                           | 0     | -21   | -4    | 0     | +6    | +11   | +22   | +30   | +13   | +5    | +16   | +79      |
| 由于已知的技术原因，图表暂时不可用。带来不便，我们深表歉意。                           |                                                              |       |       |       |       |       |       |       |       |       |       |       |          |
| 人口消長計算方式為該月人口減去上月人口，正值以紅字表示，負值以藍字表示，持平以綠字表示 |                                                              |       |       |       |       |       |       |       |       |       |       |       |          |
|                                                                                        | 由于已知的技术原因，图表暂时不可用。带来不便，我们深表歉意。 |       |       |       |       |       |       |       |       |       |       |       |          |